# Economia pós-industrial
A economia pós-industrial é aquela em que a importância relativa da manufatura é decrescente, ao passo que a dos serviços, da informação e da pesquisa é crescente. Tais economias são muitas vezes marcadas por:
- uma indústria transformadora em declínio, resultando em desindustrialização;
- um grande setor de serviços;
- um aumento na quantidade de tecnologia da informação, muitas vezes levando a uma "era da informação". Informação, conhecimento e criatividade são as novas matérias-primas de tal economia. O aspecto da indústria de uma economia pós-industrial é enviado para as nações menos desenvolvidas que fabricam o que é necessário a custos mais baixos. Esta ocorrência é típica de nações industrializadas no passado, tais como os Estados Unidos e a maioria dos países da Europa Ocidental.